# Yume nikki
Yume nikki (ゆめにっき? lett. "Diario dei sogni") è un videogioco d'avventura giapponese di genere horror psicologico, sviluppato da Kikiyama e pubblicato il 26 giugno 2004. Dopo la pubblicazione ha continuato a ricevere vari aggiornamenti per i successivi anni, e la sua ultima versione (0.10) è stata pubblicata il 10 gennaio 2007.
Nel videogioco il giocatore dovrà esplorare i sogni di una hikikomori chiamata Madotsuki, che sono spesso caratterizzati da ambientazioni e nemici surreali e horror. Il gioco è stato creato tramite RPG Maker 2003, ma nonostante ciò non presenta le caratteristiche da videogioco di ruolo tipiche dei videogiochi sviluppati tramite esso.  A causa delle sue tematiche oscure Yume nikki viene considerato uno dei precursori e dei principali esponenti del genere horror psicologico.
Il 10 gennaio 2018 una versione aggiornata del gioco (0.10a) è stata distribuita su Steam da Playism. In seguito sono state pubblicate anche delle versioni per dispositivi mobile da caerux.co.,ltd; per dispositivi Android è stata distribuita su Google Play il 31 agosto 2018 mentre per dispositivi iOS è stata distribuita sull'App Store in data 25 febbraio 2019.

## Trama

Madotsuki nel Nexus

Il gioco non segue una trama precisa e non dà spiegazione a nessun evento. Esso è, infatti, oggetto di molte speculazioni da parte dei fan che elaborano teorie e spiegazioni sui personaggi, i luoghi e gli eventi legati al gioco. La protagonista è Madotsuki, una hikikomori che apparentemente vive da sola nel suo appartamento (nel mondo reale potremo solo muoverci in due luoghi: la sua stanza e il balcone). Il giocatore viaggerà nei sogni di Madotsuki in varie, sconfinate e ripetitive mappe (come del resto ripetitive sono le tracce musicali del gioco angoscianti, con un senso di mistero o di malinconia di fondo) create per disorientare e confondere il giocatore. Oltre l'esplorazione, l'unico obiettivo del gioco è trovare e collezionare i cosiddetti "effetti" che possono modificare l'aspetto di Madotsuki e, in alcuni casi, aiutarla nel proseguimento dell'avventura. Durante il gioco, inoltre,  la ragazza potrà anche tornare nel mondo reale semplicemente pizzicandosi la guancia, e tale sistema potrà essere usato quando si vorrà andare a salvare la partita, ci si troverà in un punto morto dei mondi, o si rimarrà intrappolati in particolari mappe del gioco.
Il gioco si apre con Madotsuki nella sua stanza. Qui troviamo degli oggetti con cui interagire, ovvero un letto che ci porta nel mondo dei sogni, un diario da cui salvare la partita di gioco e una console con uno strano videogame, NASU (ナス?, "Melanzana"). Quando Madotsuki interagirà con la porta, l'unica sua azione sarà quella di scuotere la testa, rifiutandosi quindi di uscire. Nel mondo dei suoi sogni la protagonista esce dalla stanza e giunge nel Nexus, al cui interno vi sono 12 porte che conducono ciascuno a mondi diversi, in ognuno dei quali si potrà trovare uno o più "effetti".

### Finale
Una volta raccolti tutti i 24 effetti, bisogna recarsi nel Nexus e depositarli in cerchio, premendo 5. A questo punto, Madotsuki rilascerà tali effetti sotto forma di uova colorate. Dopodiché bisognerà tornare nella stanza, svegliarsi ed uscire nel balcone. Nel frattempo dal nulla sarà apparsa una scaletta sulla quale bisogna far salire Madotsuki per arrivare sul parapetto del balcone; la protagonista dunque si getta giù ed una volta raggiunto il suolo, si potrà vedere una macchia rossa attorno alla quale danzeranno due delle creature presenti nei sogni durante i titoli di coda che sanciscono la fine del gioco.

## Modalità di gioco
Il gameplay di Yume nikki è molto semplice; Il gioco infatti non presenta alcun combattimento e le interazioni sono molto limitate. Gli unici elementi con cui possiamo interagire sono infatti il nostro letto, il diario per salvare i progressi, il minigioco all'interno della casa, la porta per entrare nel Nexus e le varie porte dei mondi, anche se in alcuni mondi è possibile entrare in dei portali per sbloccare ed esplorare ulteriori zone. L'interazione più importante è però quella per raccogliere gli "effetti", per la quale dovremo semplicemente toccare alcuni oggetti statici o personaggi non giocanti (NPC). È evidente quindi che il gioco si basa quasi esclusivamente sull'esplorazione dei mondi.
Ci sono 24 oggetti che occorre raccogliere nel corso del gioco. Essi modificheranno l'aspetto del personaggio e, alcune volte, potranno essere utilizzati per andare avanti nel gioco e, una volta raccolti tutti e messi in cerchio nel Nexus, permettono al giocatore di ottenere il Finale. 
Nell'esplorare i mondi e gli innumerevoli luoghi del gioco ci si potrà imbattere in personaggi e creature. Essi sono quasi sempre muti, tranne rare eccezioni, come ad esempio quando urlano dopo che Madotsuki li avrà accoltellati, o creature che, non appena ci si interagirà, produrranno uno o una serie di suoni. Oltre coloro che consegneranno alla ragazza gli Effetti, ve ne sono innumerevoli altri.

## Colonna sonora
La colonna sonora di Yume nikki è stata realizzata da Kikiyama stesso in collaborazione con Infinity∞ ed è composta da due album, Yumenikki Sound Tracks, Vol. 1: Yu Me No Oto e Yumenikki Sound Tracks Yu Me No O to 2, pubblicati in digitale nel 2014:

### Primo album
1. Start of Yumenikki – 1:00 (musica: Kikiyama)
2. Yumenikki – 1:00 (musica: Kikiyama)
3. Karimba – 1:00 (musica: Kikiyama)
4. Do You Play a Family Game? – 1:00 (musica: Kikiyama)
5. The Snowy World – 1:00 (musica: Kikiyama)
6. The Forest World – 1:09 (musica: Kikiyama)
7. The Numbers World – 1:00 (musica: Kikiyama)
8. The Dark World – 1:00 (musica: Kikiyama)
9. I Don't Know Where I Came From. – 1:00 (musica: Kikiyama)
10. Bask in the Sun – 2:56 (musica: Kikiyama)
11. There Is the Bird out of House and the Ogre Is in the House – 1:00 (musica: Kikiyama)
12. A Good Old Song – 1:00 (musica: Kikiyama)
13. Kira Kira Waltz – 1:00 (musica: Kikiyama)
14. Monoko – 1:00 (musica: Kikiyama)
15. Dusky Green and Bright Red – 1:00 (musica: Kikiyama)
16. I Fly to the Sky Forever – 1:00 (musica: Kikiyama)
17. Another Dream No. 1 Yumenikki – 3:48 (musica: Infinity∞)
18. Another Dream No. 2 Snow and Sky – 6:58 (musica: Infinity∞)
19. Another Dream No. 3 Jungle – 3:22 (musica: Infinity∞)
20. Another Dream No. 4 The Other Side Where a Flowering Fern Blooms – 5:30 (musica: Infinity∞)
21. Another Dream No. 5 Tthe Weather Is Sunny – 3:56 (musica: Infinity∞)
22. Another Dream No. 6 Dream Loops – 2:15 (musica: Infinity∞)

### Secondo album
1. NASU – 0:38 (musica: Kikiyama)
2. A Dream Always Begins in the Veranda – 1:02 (musica: Kikiyama)
3. The Neon Sign World – 1:02 (musica: Kikiyama)
4. The Eyeball World – 1:02 (musica: Kikiyama)
5. The Mural World – 1:02 (musica: Kikiyama)
6. The Block World – 1:02 (musica: Kikiyama)
7. The Candle World – 1:02 (musica: Kikiyama)
8. The Scribbling World – 1:02 (musica: Kikiyama)
9. The Ethnic World – 1:01 (musica: Kikiyama)
10. The Puddle World – 1:02 (musica: Kikiyama)
11. Is This a Dreamland? – 1:01 (musica: Kikiyama)
12. Ponico – 1:08 (musica: Kikiyama)
13. The Mystery Underground Road – 1:02 (musica: Kikiyama)
14. B.O.S.S – 1:02 (musica: Kikiyama)
15. Ancient Ruins – 1:01 (musica: Kikiyama)
16. A Small Shrine Was Forgotten – 1:05 (musica: Kikiyama)
17. Fire Mountain – 1:02 (musica: Kikiyama)
18. The Cave – 1:03 (musica: Kikiyama)
19. The Shanty Village – 1:02 (musica: Kikiyama)
20. Tokun-Tokun – 1:02 (musica: Kikiyama)
21. Wei Wilderness – 1:02 (musica: Kikiyama)
22. FEVER – 1:02 (musica: Kikiyama)
23. Picnic Fun – 1:02 (musica: Kikiyama)
24. Up Up.... – 0:56 (musica: Kikiyama)
25. Aerial Garden – 1:02 (musica: Kikiyama)
26. The Wall of Cold Stone – 1:02 (musica: Kikiyama)
27. The Island Where Witch Lives. – 1:02 (musica: Kikiyama)
28. Many Footprints – 1:02 (musica: Kikiyama)
29. On a Hill Shining Feet – 1:02 (musica: Kikiyama)
30. The Black Department Store. – 1:02 (musica: Kikiyama)
31. Menu Type Change – 1:02 (musica: Kikiyama)
32. A Place Where Are Damp and Humid – 0:58 (musica: Kikiyama)
33. There Is a Brown Thing in the Back of the Storeroom – 1:02 (musica: Kikiyama)
34. Spaceship – 1:03 (musica: Kikiyama)
35. Mars – 1:02 (musica: Kikiyama)
36. Scar Doesn't Disappear – 1:02 (musica: Kikiyama)
37. Nightmere – 1:02 (musica: Kikiyama)
38. I Don't Want to See It! – 1:02 (musica: Kikiyama)
39. () – 1:09 (musica: Kikiyama)
40. Another Dream No.7 Dance Dance – 4:38 (musica: Infinity∞)
41. Another Dream No.8 Cosmic Memory – 5:41 (musica: Infinity∞)
42. Another Dream No.9 I Thought That She Was a Peaceful Girl – 4:04 (musica: Infinity∞)
43. Another Dream No.10 Elegy Good Night – 3:03 (musica: Infinity∞)

## Sviluppo e pubblicazione

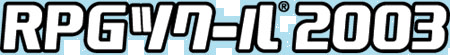
logo di RPG Maker 2003, utilizzato per sviluppare Yume Nikki

Il gioco è stato ufficialmente pubblicato il 26 giugno 2004 da Kikiyama, che ha continuato ad aggiornarlo per i seguenti anni fino al 2007; l'ultima versione infatti risale al 10 gennaio 2007. Inizialmente era scaricabile solo dal sito ufficiale di Kikiyama. Dopo l'ultimo aggiornamento lo sviluppatore "sparì" e il sito smise di aggiornarsi. Si ebbero di nuovo sue notizie solo nel 2018, quando venne annunciato il reboot di Yume nikki: Yume nikki - Dream Diary. Nonostante il suo ritorno l'identità di Kikiyama rimane segreta; infatti nessuno conosce il suo genere, il suo nome, la suà età o dove vive.

## Accoglienza
Il gioco inizio a guadagnare visibilità nel 2004 quasi esclusivamente solo in Giappone, sul forum di 2channel. A seguito di una traduzione amatoriale del gioco in inglese iniziò a divenire conosciuto a livello più internazionale, raggiungendo il suo picco nel 2008.
Yume nikki ha ricevuto giudizi generalmente positivi dalla critica; Il game designer indipendente Derek Yu ha paragonato alcuni aspetti del gioco a EarthBound e ha recensito positivamente il gameplay semplice, affermando che "l'assenza di azione e di dialoghi lo ha riempito di uno strano senso di terrore", mentre Lada Jenni di Gamertell gli ha assegnato un punteggio di 85 su 100. Ha dichiarato di aver apprezzato la direzione artistica del titolo, ma non ha apprezzato invece la facilità con cui ci si può perdere nei mondi e il finale. Infine John Jackson di Kotaku ha affermato di aver apprezzato vari elementi del gioco, come la direzione artistica e il gameplay, definendolo "il gioco che si avvicina di più a descrivere come è fatto un sogno".

## Remake

Logo di Yume nikki - Dream Diary

Il gioco ha avuto vari remake e sequel fanmade non canonici. Tra i più conosciuti ci sono Yume 2kki e .flow. Il gioco ha ricevuto una conversione fatta da fan per essere giocato in browser, senza download richiesti, assieme ad altri fangame, definita Yume Nikki Online Project.
Un reboot del gioco chiamato Yume nikki - Dream Diary (tradotto: Yume nikki - il diario dei sogni) è stato pubblicato su Steam il 23 febbraio 2018 da Active Gaming Media in collaborazione con Kikiyama stesso. Nonostante la presenza del creatore originale il gioco non ha convinto la critica, andando a guadagnare una media di 51 su 100 su Metacritic. Un porting per Nintendo Switch del gioco è stato pubblicato il 21 febbraio 2019.

## Adattamenti cartacei
Dal gioco sono stati tratti un manga e una light novel. La light novel, scritta da Akira e con illustrazioni di Ako Arisaka, intitolata Yume nikki: anata no yume ni watashi wa inai (ゆめにっき —あなたの夢に私はいない—? "Diario dei sogni: Nel tuo sogno, io non sono lì"), è stata pubblicata dalla PHP Institute il 27 agosto 2013. Il manga invece è disegnato da Hitoshi Tomizawa ed è pubblicato dalla rivista Manga Life della Takeshobo dal 20 maggio 2013.